# Чугуевская наблюдательная станция
Чугуевская наблюдательная станция НИИ астрономии Харьковского национального университета имени В. Н. Каразина (также Обсерватория Граково, в честь близлежащего крупного села Граково) — астрономическая обсерватория, основанная в начале 1960-х годов вблизи села Ивановка, Чугуевский район, Харьковская область, Украина. Основателем обсерватории был Николай Павлович Барабашов. На базе наблюдательной станции была организована лаборатория когерентной оптики. Основная тематика работы обсерватории: фотометрические и спектрополяриметрические наблюдения астероидов.

## Расположение
Наблюдательная станция расположена в Чугуевском районе Харьковской области. Хотя ближайшее к обсерватории село — Ивановка, иногда наблюдательную станцию называют обсерваторией Граково, по названию другого, более удалённого села. Рядом с обсерваторией проходит автомагистраль М03 Харьков—Ростов-на-Дону, по которой курсируют пригородные автобусы Харьков—Изюм. Вплотную к наблюдательной станции прилегает радиотелескоп УТР-2, подчинённый Радиоастрономическому институту НАНУ.
| - Наблюдательная станция (слева от центра), радиотелескоп УТР-2 и трасса М03 - Вид со станции на антенны радиотелескопа |

## История
Идея переноса астрономических инструментов Харьковской обсерватории за пределы города в связи со световым загрязнением возникла уже в 1930-х годах. В 1934 году идея была поддержана наркомом просвещения УССР Затонским. В 1936 году был утверждён проект строительства обсерватории на холме в районе станции Водяное, в 25 км от Харькова. Реализации проекта помешали кадровая неразбериха, вызванная сталинскими репрессиями, и война.
В результате начавшейся в 1957 году космической гонки возросла потребность государства в астрономических исследованиях, что привело к увеличению финансирования и развитию обсерватории. В 1962 году под руководством директора обсерватории Н. П. Барабашова была основана наблюдательная станция в Чугуевском районе. В 1963 году на ней были установлены планетный телескоп АЗТ-8 с диаметр зеркала 70 см и солнечный телескоп АФР-2.
Во время вторжения российских войск на Украину в феврале-сентябре 2022 года на территории наблюдательной станции находились российские военные. Они повредили оборудование и здания наблюдательной станции.
| - Окна, повреджённые обстрелами - Украденный компьютер - Мишень на стене здания - ПЗС-матрицы, использованные как мишени |

## Инструменты обсерватории

### Телескоп АЗТ-8
Телескоп имеет диаметр главного зеркала D = 70 см и три сменные оптические системы: две кассагреновкие с фокусными расстояниями 28 м и 11.2 м и одну ньютоновскую. Телескоп введён в действие в 1965 году. Первоначально наблюдения проводились с помощью фотопластинок, которые проявлялись тут же на наблюдательной станции. В 2001 году на телескопе была установлена ПЗС-матрица IMG 1024S американской фирмы FLI.
На телескопе проводились наблюдения поверхностей Луны и планет, астрометрия слабых звёзд, изучение комет. Теперь почти всё наблюдательное время телескопа выделяется на изучение астероидов. Кроме того, телескоп входит в сеть поддержки наблюдений гамма-всплесков.

### Хромосферно-фотосферный телескоп АФР-2
До недавнего времени телескоп АФР-2 использовался для наблюдений фотосферы и хромосферы Солнца, в частности для исследования активных процессов в хромосфере. Благодаря развитию наблюдений Солнца космическими аппаратами в 2000-е годы, телескоп АФР-2 морально устарел.
Павильон телескопа был использован для строительства нового телескопа системы Бэйкер-Шмидт, который планируется использовать для астрофизических исследований, в частности, для наблюдений экзопланет.

### Приборы в помещениях наблюдательной станции
В лабораторно-жилом корпусе наблюдательной станции находится когерентно-оптическая установка, включённая в реестр научного национального достояния Украины. Установленная на наблюдательной станции в 1974 году, она стала одной из первых в мире установок для устранения размытия астрономических изображений атмосферой методом спекл-интерферометрии. Установка использовалась для обработки фотографий поверхности Марса автоматическими межпланетными станциями «Марс-3», «Марс-4», «Марс-5» и обработки наблюдений прохождения Меркурия по диску Солнца 9 мая 1970 года. За работы, проведённые на установке, сотрудники обсерватории Дудинов, Станкевич, Цветкова и Шкуратов получили Государственную премию в области науки и техники.
В лаборатории наблюдательной станции находится прибор, который использовался для изучения оптических свойств образцов грунта, схожих с реголитом небесных тел Солнечной системы.
| - Вид с балкона лабораторно-жилого корпуса - Место для отдыха |